# 大郷線
大郷線（テヒャンせん）は、朝鮮民主主義人民共和国咸鏡北道鏡城郡にある龍峴駅から大郷駅までを結ぶ鉄道路線である。

## 路線データ
- 路線距離：龍峴 - 大郷：14.9km
- 駅数：2（両端駅を含む）
- 軌間：1435mm
- 電化区間：なし
- 複線区間：なし

## 駅一覧
- 駅所在地は全線咸鏡北道鏡城郡内。

| 駅名   | 駅名   | 駅名      | 駅間キロ (km) | 累計キロ (km) | 接続路線             |
| 日本語 | 朝鮮語 | 英語      | 駅間キロ (km) | 累計キロ (km) | 接続路線             |
| ------ | ------ | --------- | ------------- | ------------- | -------------------- |
| 龍峴駅 | 룡현역 | Ryonghyŏn | 0.0           | 0.0           | 北朝鮮鉄道省：平羅線 |
| 大郷駅 | 대향역 | Taehyang  | 14.9          | 14.9          |                      |

## 参考資料
- 国分隼人（2007年）. 『将軍様の鉄道 北朝鮮鉄道事情』, 新潮社. ISBN 9784103037316